# Cançó per a tu
Cançó per a tu és una pel·lícula dramàtica catalana de l'any 2018 dirigida per Oriol Ferrer Ferrer, amb guió de Marta Grau Rafel i protagonitzada per Nao Albet, Candela Serrat, Paula Malia i Félix Herzog.
Està ambientada a Barcelona i a una casa d'estiueig a la costa, principalment durant el franquisme i la lluita clandestina, en episodis que van des del 1965 al 1976 i 1977, amb un moment addicional al 1980.
Entre altres temes del moment, parla de la Nova Cançó, dels Setze Jutges i de l'activisme estudiantil i sindicalista, tocant esdeveniments, fets i temes com ara la Caputxinada, la fundació del Sindicat Democràtic d'Estudiants en ple franquisme, la Taula Rodona d'oposició catalana, els principis de l'Assemblea de Catalunya, la resistència i activisme de diaris com ara el Tele/eXpres de Barcelona, el pacifisme, la censura, la repressió, la tortura a mans de la policia de l'Estat, el Procés de Burgos i les manifestacions per l'amnistia del febrer de 1976.
La pel·lícula transcorre en escenaris emblemàtics d'aquells esdeveniments i temps com ara l'edifici històric de la Universitat de Barcelona, el convent dels Caputxins de Sarrià, la discoteca Bocaccio, La Cova del Drac, els anònims locals de reunió clandestina, la Presó Model, etc.
El 2022 es va incorporar al catàleg de la plataforma Netflix.

## Argument
Barcelona, 1965. La Laia (Candela Serrat) estudia Dret a la Universitat de Barcelona. Treballa pels matins a la Biblioteca de la Universitat per a pagar-se els estudis i compon cançons al seu temps lliure. La Laia acaba de començar a sortir amb l'Ignasi (Félix Herzog), estudiant de matins compromès amb la lluita clandestina contra el franquisme.
El problema de Laia és que no suporta el millor amic de l'Ignasi, el David (Nao Albet), un nen superficial de casa bona. Però el David no és qui sembla. Sota l'aparença de nen superficial de casa bona, s'hi amaga l'autor dels brillants discursos reivindicatius de l'Ignasi i és algú sensible que s'interessa per la prometedora carrera de la Laia com a cantant.
«A la Barcelona de 1965 tres joves es veuen entrelligats en una complicada història d'amor i amistat. Un triangle amorós dins d'un context històric convuls, on les reivindicacions polítiques i socials clamaven per una llibertat».

## Guió
El guió està escrit per Marta Grau Rafel, amb argument de Pau Calpe Rufat.

## Repartiment[7]
- Candela Serrat - Laia, cantautora i activista
- Nao Albet - David, noi de bona casa, activista a l'ombra (l'autor real dels discursos polítics de l'Ignasi)
- Félix Herzog - Ignasi, sindicalista, activista, periodista i xicot de la Laia
- Paula Malia - Núria, estudiant, activista i amiga de la Laia
- Oriol Ruiz - Guillem
- Blai Llopis - professor Ibáñez
- Melissa Fernández - estudiant
- Roger Bosch - estudiant
- Neus Pàmies - vocalista
- Jordi Puig, Kai - cap de redacció, Tele/eXpres
- Òscar Muñoz - policia secreta
- Maite Guilera - assembleària
- Santi Bayón - assembleari
- Eric Balbàs - intel·lectual
- Jordi Llovet - intel·lectual
- Blanca Valletbò - model
- Xavier Nicaise - home francès
- Maria José Vallejo - periodista
- Alex Brull - periodista
- Raül Llopart - periodista
- Toni Climent - periodista
- etc.

## Banda sonora
Cançó per a tu és el títol d'aquest telefilm i també el del tema central de la seva banda sonora. Es tracta d'una cançó original escrita per Ivette Nadal i que actua com a fil conductor de què va passant en la ficció. Al llarg de la història s'escriu una cançó d'amor. L'escriu la Laia, el personatge de Candela Serrat dirigida a un o a l'altre o a tots dos nois. Un tema que es comença a escriure als anys 60 a l'habitació de la residència on viu la Laia mentre estudia, i que s'acaba d'escriure als 70 en un cap de setmana llarg en una casa a la platja.
La resta de la música original de la banda sonora és del David Cervera.

## Rodatge
Cançó per a tu es rodà fonamentalment a Barcelona. També a Reus, concretament al Teatre Fortuny, que es va convertir en un focus important en servir de l'espai del concert final de la Laia, que figura ser la Cova del Drac barcelonina. Una faceta important ha sigut poder gravar en un nombre d'escenaris reals, com ara les galeries de la Model, o de poder reproduir La Caputxinada al mateix monestir dels Caputxins de Sarrià on va passar tot i, fins i tot, parlar amb testimonis que van poder explicar com ho van viure en primera persona.